# Luteoline
Luteoline is een gele natuurlijke kleurstof, afkomstig van een plant, onder andere wouw. Chemisch gezien is het een flavonoïde uit de categorie van de flavonen. De naam komt van het Latijnse luteus, hetgeen 'geel' betekent. De stof komt vooral in bladeren voor, onder meer in peterselie.
Luteoline zou een rol spelen in het lichaam als antioxidant en radicaalvanger. Het zou ontstekingsremmend werken, het metabolisme van koolhydraten bevorderen en het immuunsysteem helpen regelen. Het zou ook kanker helpen voorkomen.
De kleurstof werd tijdens de Gouden Eeuw gebruikt voor de fabricage van het pigment schijtgeel.